# Pardosa oriens
Pardosa oriens är en spindelart som först beskrevs av Chamberlin 1924.  Pardosa oriens ingår i släktet Pardosa och familjen vargspindlar. Inga underarter finns listade i Catalogue of Life.